# 御庄村
御庄村（みしょうむら）は、山口県玖珂郡にあった村。

## 歴史
- 1889年（明治22年）4月1日 - 町村制の施行により、玖珂郡多田村、持国村、大谷村、御庄村、田原村、阿品村、関戸村が合併し、藤河村が発足。
- 1916年（大正5年）6月1日 - 藤河村の大字御庄、大谷、持国が分立して、御庄村が発足。
- 1955年（昭和30年）4月1日 - 岩国市に編入され廃止。